# Richard Winkels
Richard Winkels (* 21. Juli 1920 in Beelen; † 17. Februar 2009 in Warendorf) war ein deutscher Politiker (SPD). Er war in der 4. und wieder von der 6. bis zur 10. Legislaturperiode (mit Unterbrechungen) Mitglied des Landtages von Nordrhein-Westfalen.

## Leben
Winkels besuchte die Volksschule und absolvierte nach dem Abitur den Kriegsdienst. Anschließend absolvierte er eine Berufsausbildung als Journalist und arbeitete von 1948 bis 1968 als Redakteur in Warendorf. Danach war er bis 1985 Verwaltungsangestellter und Leiter des Amtes für Sport und Verkehr, Presse und Öffentlichkeitsarbeit in der Warendorfer Stadtverwaltung. 

## Politik
Winkels trat im Jahr 1950 der SPD bei. Von 1955 bis 1975 war er Kreisvorsitzender seiner Partei im Kreis Warendorf, von 1968 bis 1975 zudem Vorsitzender des Unterbezirks Münster, anschließend bis 1981 Vorsitzender des Unterbezirks Warendorf. Von 1963 bis 1973 war er Mitglied des SPD-Landesausschusses und von 1970 bis 1973 Mitglied des Vorstandes der SPD Nordrhein-Westfalen.
Winkels war von 1952 bis 1968 Mitglied des Rates der Stadt Warendorf und dort ab 1954 Vorsitzender der SPD-Fraktion. Von 1952 bis 1961 und von 1964 bis 1968 war er Mitglied des Warendorfer Kreistages und ab 1964 auch SPD-Fraktionsvorsitzender. Ab 1978 gehörte er der Gewerkschaft ÖTV an. Winkels war von 1985 bis 1987 Vizepräsident und anschließend ab Oktober 1987 Präsident des Landessportbundes Nordrhein-Westfalen.
Am 4. Oktober 1961 erwarb Richard Winkels erstmals die Mitgliedschaft im Landtag von Nordrhein-Westfalen, als er für die in den Deutschen Bundestag gewählte Abgeordnete Else Zimmermann nachrückte. Mit dem Ende der 4. Wahlperiode am 20. Juli 1962 schied er aus dem Landtag aus. In der 6. Wahlperiode rückte er am 16. September 1968 für den verstorbenen Abgeordneten Hans Potyka erneut in den Landtag nach. Bei den folgenden drei Landtagswahlen 1970, 1975 und 1980 wurde Winkels jeweils über die Landesliste der SPD gewählt und gehörte dem Landtag bis zum 29. Mai 1985 an. Nachdem er bei der 10. Landtagswahl 1985 den Wiedereinzug ins Parlament verpasste, erwarb er am 28. April 1986 zum dritten Mal die Landtagsmitgliedschaft als Nachrücker, diesmal für den verstorbenen Abgeordneten Udo Scheepers.
Während dessen 9. Wahlperiode (29. Mai 1980 bis 29. Mai 1985) amtierte Richard Winkels als 2. Vizepräsident des Landtags von Nordrhein-Westfalen.